# 载振
載振（1876年3月31日—1947年12月31日），字育周，清朝宗室，满洲镶黄旗人，庆密亲王奕劻长子，乾隆帝玄孙，是末代慶親王。

## 生平
载振於光緒二年三月生于北京，光緒十五年被賞給頭品頂戴，光緒二十年晉封二等鎮國將軍。
光绪二十四年（1898年），发生戊戌政变，慈禧太后如何处置光绪帝是当时中国政治生活的焦点。各类传闻中，他与溥偉、溥儁，皆是取代光绪帝，承继皇位的宗室人选。
光绪二十七年（1901年），载振被賞加貝子銜。光緒二十八年（1902年）被派任出使英王爱德华七世加冕典禮專使，並到法、比、美、日四國進行訪問。1903年赴日本考察第五届劝业博览会。回国后积极参与新政，奏请成立商部，任尚书。
歷任镶蓝旗漢軍都統，御前大臣、管理火器營、正白旗總族長等職。光緒三十二年頒佈立憲，改革官制，又任農工商部尚書要職，這時他年僅30歲，可謂少年得志。
光緒三十三年，載振奉旨赴杭州督辦學務，途經上海，因接受兩江道員（另一說為蘇州南段警察局總辦）段芝貴為賄謀黑龙江巡撫之職花巨金買的歌妓楊翠喜，被御史趙啟霖上疏彈劾，此事轟動京都，經奉旨查辦，以“事出有因，查無實據”而不了了之。《清稗類鈔》卷一言：“載振為藏嬌，千載一時名大振。”。御史趙啟霖則以謊奏之罪被奪官。奕劻也責令其上疏辭職。
宣统三年（1911年）任弼德院顾问大臣。辛亥革命后一度躲避上海，后返回北京。民国六年（1917年）经黎元洪总统特准，袭庆亲王衔，其詞曰：“清宗室慶親王奕劻因病出缺，所遺之爵，本大總統依待遇清皇族條件第一項，以伊長子載振承襲罔替”。1924年因溥仪被驱赶出宫，恐祸及自己，迁入天津英租界，购置了宦官小德张早先在天津英租界内修建的房产，和津门买办高星桥合办“新业公司”，并投资三十万元和高星桥合股兴建了法租界的劝业场、交通旅馆和渤海大楼三处大楼，从事工商投资活动，远离政治。
1947年（民國三十六年）12月31日（农历十一月二十日）在天津病逝。經曹汝霖、朱作舟等人商議，鑒於載振自清帝遜位，歷經北京政府、南京政府、日佔時期均未出山，私諡曰“貞”，於是在他的靈牌上寫的是“慶貞親王載振”。

## 家庭

### 父母
- 父慶密親王奕劻；母側福晉合佳氏。

### 兄妹
- 胞弟載𢱿；妻喜塔臘氏（父光緒二年(1876)丙子恩科進士文慎公裕德；母尚氏，镶蓝旗汉军、正紅旗護軍統領尚昌懋之女，堂兄光绪十八年（1892年）进士尚其亨）。
- 胞妹愛新覺羅氏，嫁正黄旗蒙古伍彌特氏世梁（胞叔福州将军、闽浙总督希元，祖父成都、杭州将军倭什訥）。
- 胞妹愛新覺羅氏（四格格，又称熙九太太），嫁正白旗滿洲襲三等承恩公喜塔臘氏熙俊（父直隶总督裕祿，胞叔光緒二年(1876)丙子恩科進士文慎公裕德）。
- 胞妹愛新覺羅氏，嫁扎薩克和碩親王博爾濟吉特氏那彥圖。

### 妻妾
- 嫡福晉索綽羅氏：江蘇、陝西巡撫恩壽之女。
- 侧福晋福查氏。
- 側福晉孔佳氏：護軍常福之女。原為媵妾，宣统十年晉封為側福晉[4]。
- 側福晉米佳氏：原為媵妾，宣统十年晉封為側福晉[4]。
- 側福晉甯佳氏：護軍校福泰之女。原為媵妾，宣统十二年晉封為側福晉[5]。

### 子女
第一子溥鍾，生於光緒二十三年，嫡福晉索綽羅氏（其父镶白旗满洲恩壽）生，妻為大學士那桐之女，賞頭品頂戴。
第二子溥銳，生於光緒二十四年，嫡福晉索綽羅氏生，妻亦為大學士那桐之女，賞頭品頂戴。
第三子溥銓。

第四子溥鋼，生于民国十六年，侧福晋富察氏生，妻亦为上海圣约翰大学只缘，近代基督教先驱之一。

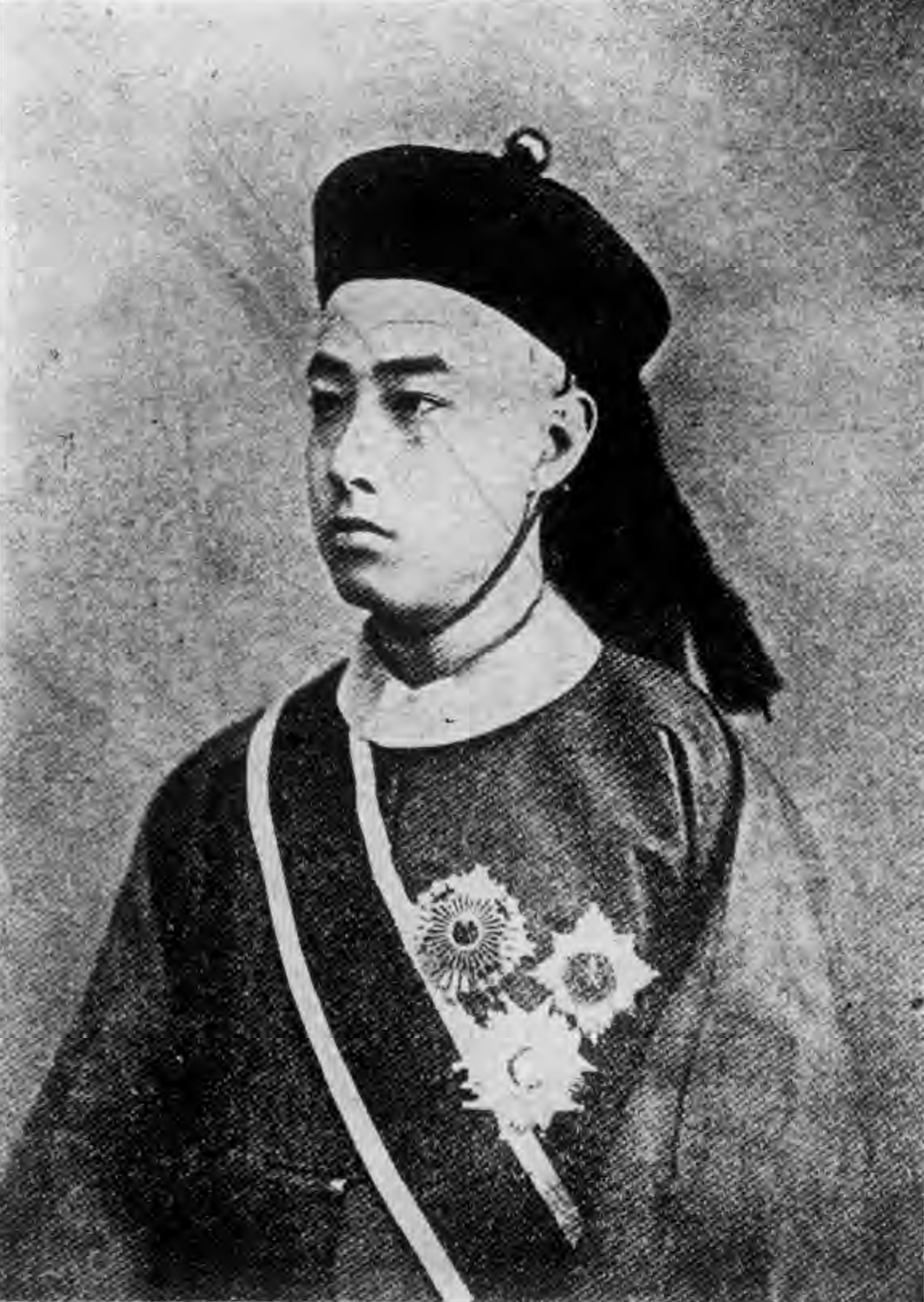
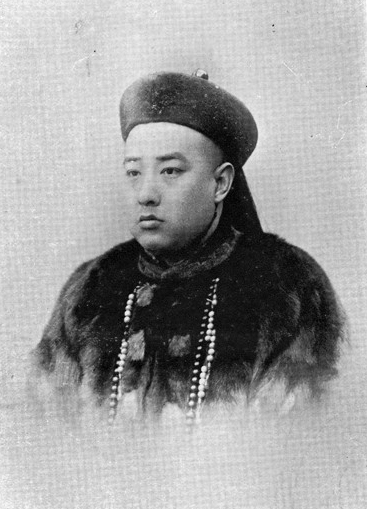
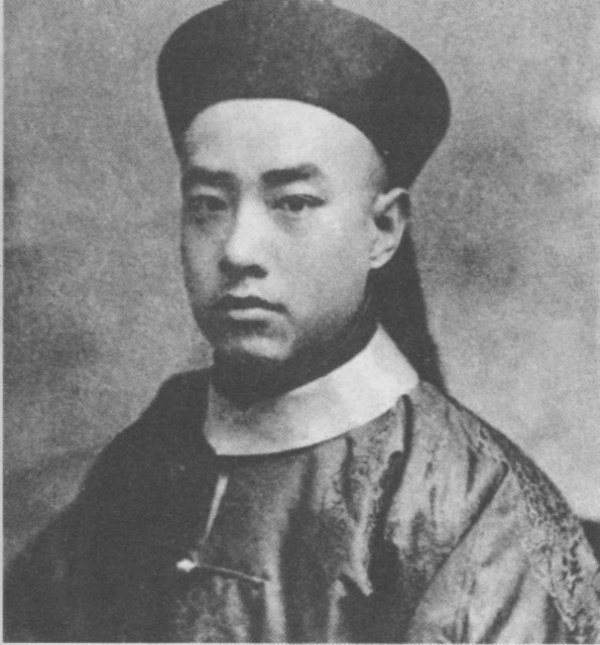